# Franz Lippold
Franz Lippold (* 1688 in Hamburg, getauft am 28. November; † 27. Juli 1768 in Frankfurt am Main) war ein deutscher Porträt- und Bildnismaler.
Lippold war Schüler von Balthasar Denner in Hamburg und an verschiedenen Fürstenhöfen seiner Zeit tätig. Er ließ sich dann in Frankfurt nieder, besaß dort seit 1723 Bürgerrechte. Seine Porträts wurden geschätzt, er galt als bester Porträtmaler seiner Zeit im Frankfurter Raum. Er malte unter anderem Kaiser Karl VII., Kaiserin Maria Theresia und Kaiser Franz I.
Seine Bildnisse zeichneten sich durch gute Ähnlichkeit zum Porträtierten aus und eine lebensfrohe Farbigkeit. Besonders die schönen Handdarstellungen und die sorgfältige Behandlung der Stoffe wurden gerühmt. Bilder von ihm befinden sich in folgenden Museen: Augsburg, Bamberg, Schloss Bruchsal, Darmstadt, Frankfurt (Stadtbibliothek), Koblenz, Würzburger Residenz sowie in Privatbesitz. Ein weiteres Werk ziert den Hochaltar der Kirche zur Heiligsten Dreifaltigkeit im unterfränkischen Gaibach.